# Mare de Déu dels Desemparats

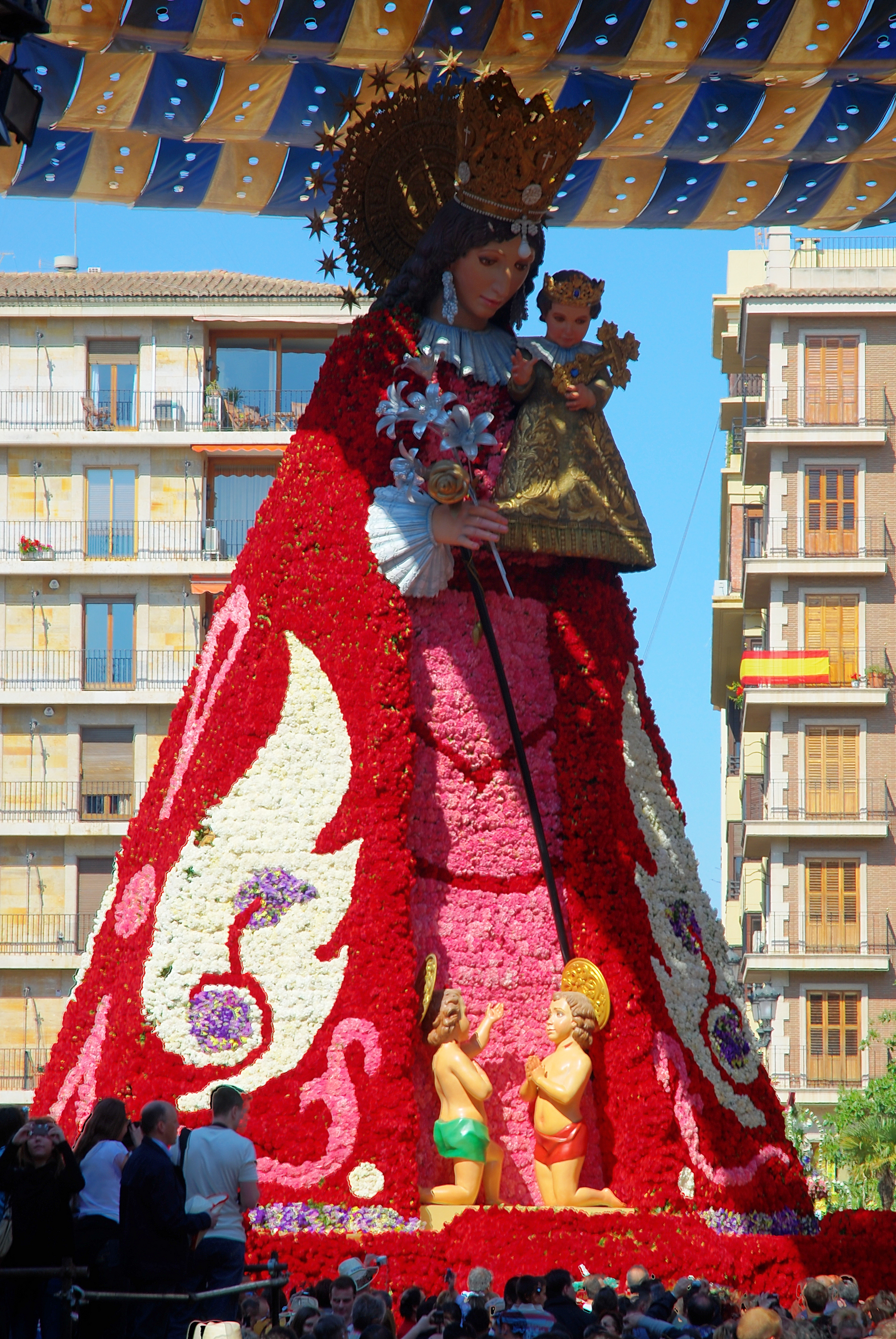
Imatge de la Mare de Déu dels Desemparats durant l'ofrena durant les Falles a la ciutat de València (2008).

La Mare de Déu dels Desemparats és la patrona de la ciutat de València. La seua basílica es troba al costat de la Seu, entre la plaça de l'Almoina i la de la Mare de Déu, originalment anomenada de la Seu. Els valencians la coneixen afectuosament com la Geperudeta.

## Història
El seu nom és el de la Mare de Déu dels Innocents, Folls i Desamparats i la seua advocació parteix de la iniciativa del pare frare Joan Gilabert Jofré. El 24 de febrer de 1409, quan anava vers la Seu de València, va veure com uns xiquets feien burles d'un boig indigent al carrer Argenteria (actual Martí Mengod). Va ser llavors quan va decidir fundar una confraria per atendre aquestes persones.
Aquesta confraria benèfica va donar lloc al primer hospital psiquiàtric de la història, i a la primera atenció humanitària de les persones amb malalties mentals.
Aquesta confraria va ser posada sota l'advocació d'aquesta Mare de Déu, d'ençà el 1414, quan diu la llegenda que uns àngels la van esculpir. Aquesta tenia inicialment la seua seu a la petita ermita situada actualment vora l'Antic Hospital, dedicada a Santa Llúcia, molt a prop de les murades.
La imatge té una alçària de set pams valencians i, com a curiositat, té el cap lleugerament abaixat, car la posició inicial d'aquesta imatge era gitada. Açò era degut al fet que la Mare dels Desamparats era col·locada sobre els fèretres dels pobres "ignocents e desamparats" qui morien atesos per la confraria. Per aquesta raó, la imatge mira cap als seus fidels.

## Patronatge
La Mare de Déu dels Desemparats no va ser tostemps la patrona de la ciutat. En un primer moment, el patró va ser Sant Jordi, igual que a tots els regnes i comtats de la Corona d'Aragó. I d'ençà el primer moment de la conquesta, Sant Vicenç màrtir, ajusticiat a la ciutat en època romana. Sant Miquel, conegut a València com l'àngel custodi, va tindre una importància com a patró de les ciutats de jurisdicció reial del regne. Finalment, d'ençà el segle xviii, s'afixem com a patrons Sant Vicent Ferrer, Sant Vicent Màrtir i la Mare de Déu dels Desemparats. Tot restant com a patrons del regne, Sant Vicent Ferrer i la Mare de Déu del Puig.
La declaració oficial com a patrona de la ciutat, la feu el 21 d'abril de 1885, Lleó XIII, i la seua coronació canònica el 15 d'octubre de 1921, al pla del Pont del Real.

## Himne
D'aquella celebració van romandre els coneguts Ave Maria i l'Himne de la Coronació, tots dos de l'organista Romeu de la catedral, i l'himne amb lletra de Josep Maria Juan García, que transcrivim.
| La pàtria valenciana s'empara baix ton mant ¡Oh, Verge Sobirana de terres de Llevant! | La pàtria valenciana s'empara baix ton mant ¡Oh, Verge Sobirana de terres de Llevant! | La pàtria valenciana s'empara baix ton mant ¡Oh, Verge Sobirana de terres de Llevant! |
| --- | --- | --- |
| La terra llevantina reviu en ta Capella al fer-vos homenatge de pur i ver amor. Puix sou la nostra Reina i vostra Imatge bella pareix que està envoltada de màgic resplendor. La rosa perfumada, la mística assutzena, lo seu verger formaren als peus de ton altar. I fervorós en elles lo valencià t'ofrena. La devoció més santa que es puga professar. | Al voret coronada com Reina i com patrona, Sentim tons fills de l'ànima glatir lo nostre cor I perles que_enriquixen per pures ta corona, Seràn les nostres vides, formant lo seu tresor, ¡Oh, Verge Subirana!, ¡Oh Imatge Beneïda! Orgull de nostra terra, escut de nostra fe, De Vos depén la glòria, de Vos depén la vida, Que sou l'únic emblema on resplendeix el be. | Valencia, que_es ta filla, al rebre ta mirada, sa tradició recorda i anyora temps pasats, i al voret, Verge Santa, com Reyna coronada, en goig diu: -¡Tenim Mare, no estém desemparats! A ton regás s'empara, el fill que tant t’adora I el teu auxili prega, que es glòria del cristià; El teu empar espera qui en devoció t’implora, Puix sou la Reyna Excelsa del poble valencià. |
| En terres valencianes, la fe per Vós no mor i vostra Imatge Santa portem sempre en lo cor. Salve, Reina del cel i la terra; Salve, Verge dels Desemparats; Salve, sempre adorada Patrona; Salve, Mare del bons valencians | | |

## Les festes
El segon diumenge de maig se celebra la festa de la Mare de Déu dels Desemparats.
Una altra celebració relacionada amb aquesta advocació és l'Ofrena que es realitza els jorns 17 i 18 de març, dins les festes de les falles.

## El culte a altres llocs

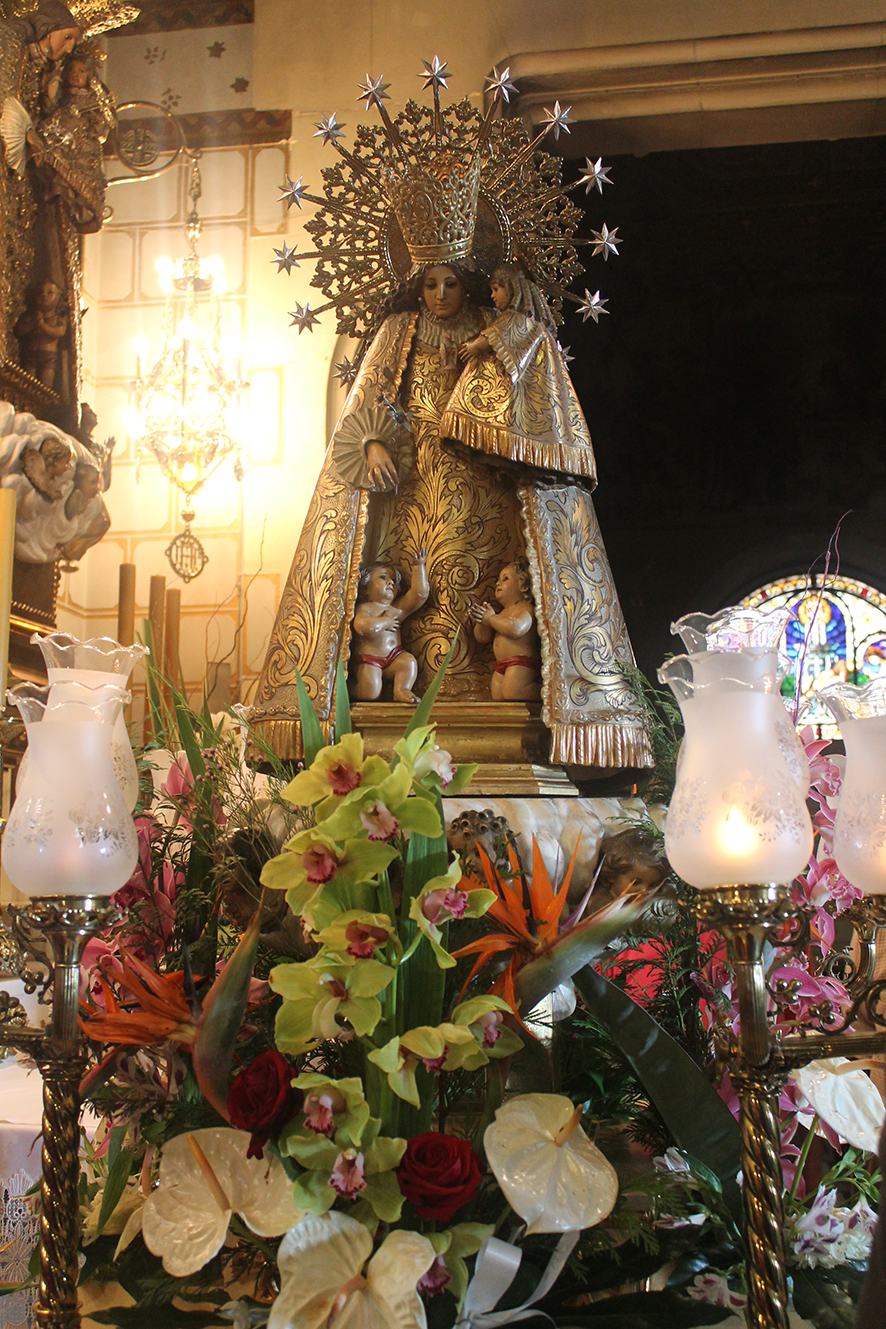
Imatge de la Mare de Déu dels Desemparats que es troba al Reial Santuari de Sant Josep de la Muntanya. Barcelona

Sota aquesta advocació fou fundada a Vélez-Málaga la Congregació de Mares dels Desemparats i Sant Josep de la Muntanya. i la Mare de Déu rep culte al Reial Santuari de Sant Josep de la Muntanya de Barcelona, regit per aquesta ordre.
A Barcelona també rep culte a l'església de Betlem, mentre que a la ciutat de L'Hospitalet de Llobregat existeix la parròquia de la Mare de Déu dels Desemparats, al barri de La Torrassa.

## Mèdia
- Ofrena de les Falleres Majors de València i les seues Corts d'Honor, acompanyades per l'obra homònima de López-Chávarri. Al registre audiovisual d'accés lliure de la Seu Valentina.[5]